# Église Saint-Saturnin de Palairac
Pour les articles homonymes, voir Église Saint-Saturnin.
L'église Saint-Saturnin de Palairac est une église romane située à Palairac dans le département de l'Aude en Occitanie.

## Historique
Cette église romane, consacrée à Saint-Saturnin, fut construite au XIIe siècle, la première mention de cet édifice date de 1119.
L'Église, y compris les autels et la grille de communion ont été inscrits au titre des monuments historiques en 1998,.

## Architecture

### Le bâtiment
Il s'agit d'un édifice médiéval d'une très grande simplicité comprenant une nef romane voûtée en berceau brisé. 
Au XIVe siècle, contre cette nef ont été greffées deux chapelles à croisées d'ogives formant transept. L'entrée se fait au nord. Sur le mur pignon occidental se trouve un clocheton carré recouvert d'une toiture en bâtière de tuiles creuses de style régional. 

### L'intérieur
Le chœur abrite deux autels Louis XV en maçonnerie et placage de marbre, dans la tradition liturgique du XVIIIe siècle.
La grille de communion est en fer forgé.
Les deux autels et la grille de communion ont été inscrits au titre des Monuments historiques en même temps que le bâtiment en 1998, en tant que composants de l’église.

### Restaurations
Quelques réparations et améliorations ont été effectuées au XIXe siècle.
- 1861 : construction de la sacristie.
- 1877 : reconstruction de la tribune reconstruite.
- 1879 : réparation de la toiture du porche.